# The Wallstones
The Wallstones var en svensk popgrupp bestående av Karl Martindahl och Johan Becker. Båda två var deltagare i Fame Factory 2003–2004 där deras vägar möttes. Deras första gemensamma låt var Good Old Stonecake.
De tävlade i Melodifestivalen 2005 med Invisible People men blev utslagna i semifinalen.

## Diskografi

### Singlar
- 2004 – Good Old Stonecake
- 2005 – Invisible People
- 2005 – C'mon Julie

### Album
- 2005 – Pleasure and Pain